# Albuca batteniana
Albuca batteniana är en sparrisväxtart som beskrevs av Olive Mary Hilliard och Brian Laurence Burtt. Albuca batteniana ingår i släktet Albuca och familjen sparrisväxter. Inga underarter finns listade i Catalogue of Life.